# موسیقی بودایی

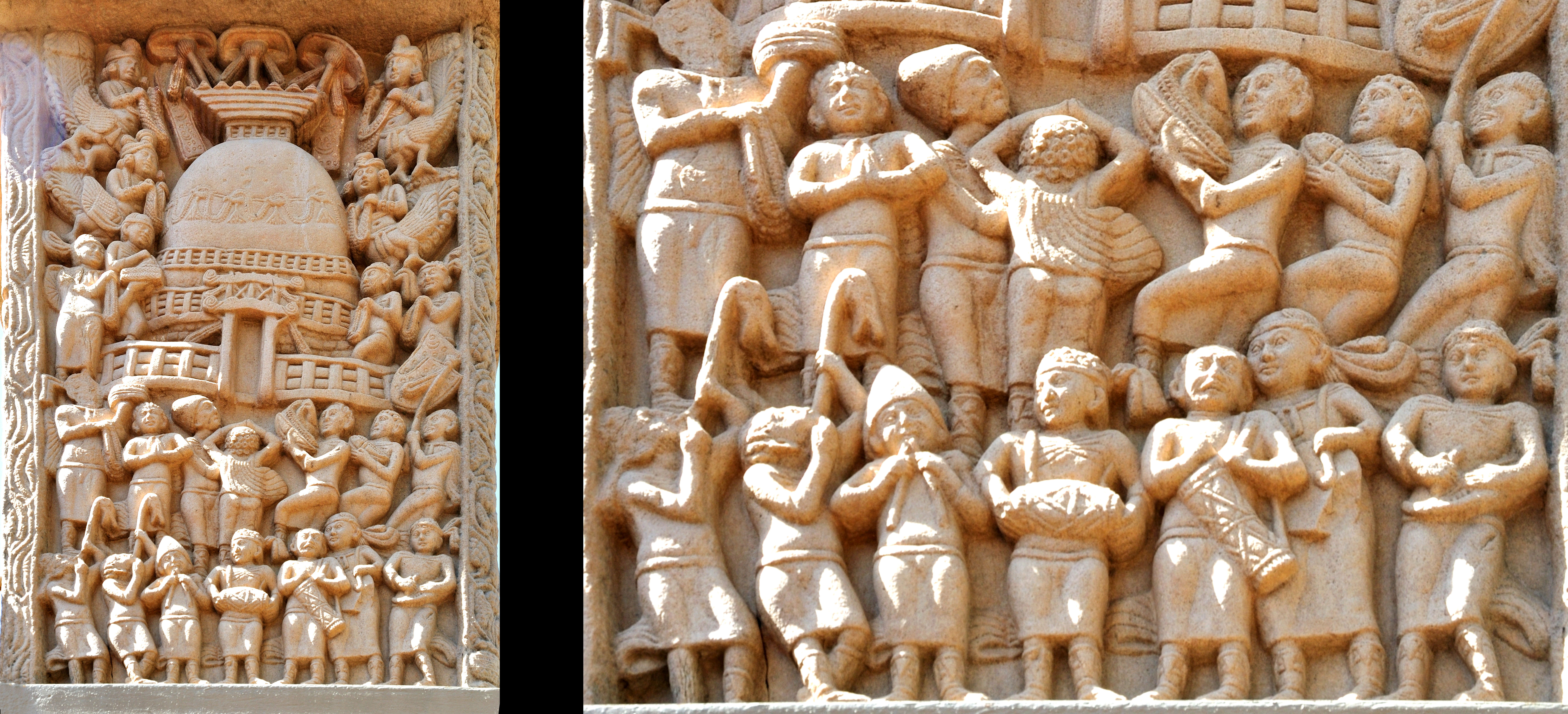
نوازندگانی از سانچی

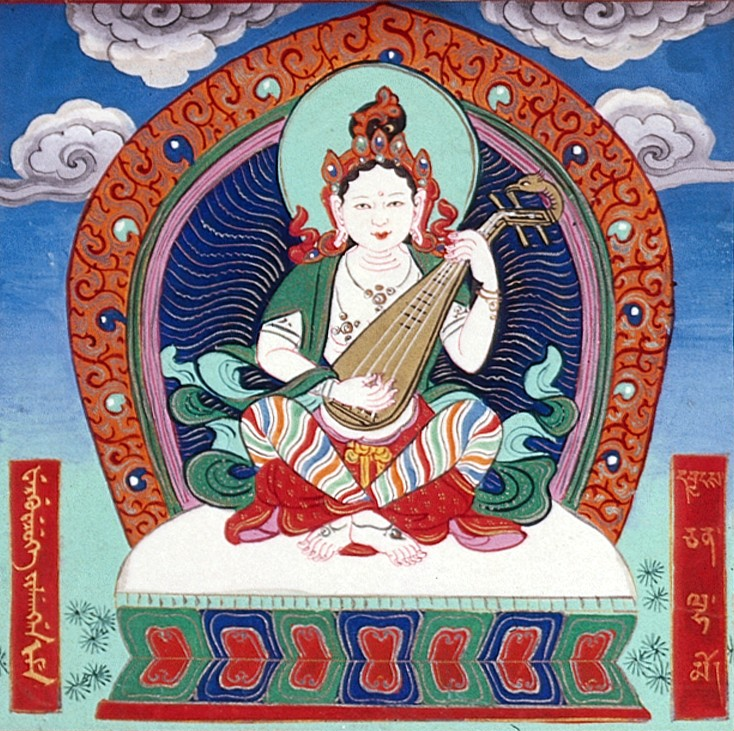
تصویر تبتی از سرسوتی که وینا، خدای اصلی موسیقی و موسیقی‌دانها در بودیسم مهایانه را در دست دارد.

موسیقی بودایی (انگلیسی: Buddhist music) موسیقی است که برای بوداگرایی یا الهام گرفته از آن ایجاد شده و شامل اشکال مختلف آیینی و غیرآیین‌یک می‌شود. این موسیقی از زمان‌های اولیه مدارس بودایی مورد استفاده بودایی‌ها قرار گرفته است، همان‌طور که در آثار هنری موجود در مکان‌های هند مانند سانچی به تصویر کشیده شده است. در حالی که برخی منابع اولیه بودایی دیدگاه‌های منفی نسبت به موسیقی دارند، منابع مهایانه معمولاً نگرش مثبت‌تری به موسیقی دارند و آن را به‌عنوان یک وسیله مهارتی برای هدایت موجودات به سوی بودیسم و هدیه‌ای مناسب به بوداها می‌بینند.
موسیقی بودایی در بسیاری از شاخه‌های بوداگرایی جایگاه برجسته‌ای دارد و معمولاً برای مراسم و اهداف عبادی استفاده می‌شود. موسیقی و نغمه‌خوانی بودایی اغلب جزئی از آیینها و جشن‌های بودایی است که در آن‌ها به‌عنوان هدیه‌ای به بودا دیده می‌شود.
اکثر موسیقی‌های بودایی شامل نغمه‌خوانی یا خوانندگی است که به همراه سازها اجرا می‌شود. نغمه‌خوانی معمولاً شامل متون سنتی است که شامل سوتراها، مانتراها، دها رانیها، پریتاها یا شعرهای مختلف (مانند گاتاها، استوتراها و آوازهای تحققها) می‌شود. موسیقی سازی بودایی نیز وجود دارد، هرچند در معبد بودایی کمتر شنیده می‌شود.
نمونه‌هایی از سنت‌های موسیقی بودایی شامل موسیقی بودایی تبتی، بوداگرایی ژاپنی شومیو، بهایانهای مدرن هند و اسموت در کامبوج است. از آنجا که سنت‌های مختلفی از موسیقی بودایی و نغمه‌خوانی وجود دارد، سازهایی که استفاده می‌شوند بسیار متنوع هستند، از جمله صدای انسان که به تنهایی استفاده می‌شود، تا انواع مختلفی از سازهای کلاسیک در موسیقی آسیایی (مانند وینا) و همچنین سازهای مدرن (مثل گیتار و ساز شستی‌دار).
در فرهنگ معاصر، مطالعه موسیقی بودایی، که گاهی به آن موسیقی‌شناسی بودایی گفته می‌شود، به عنوان یک رشته تحقیقاتی مستقل در حال رشد است.

## در آموزه ها و متون مقدس

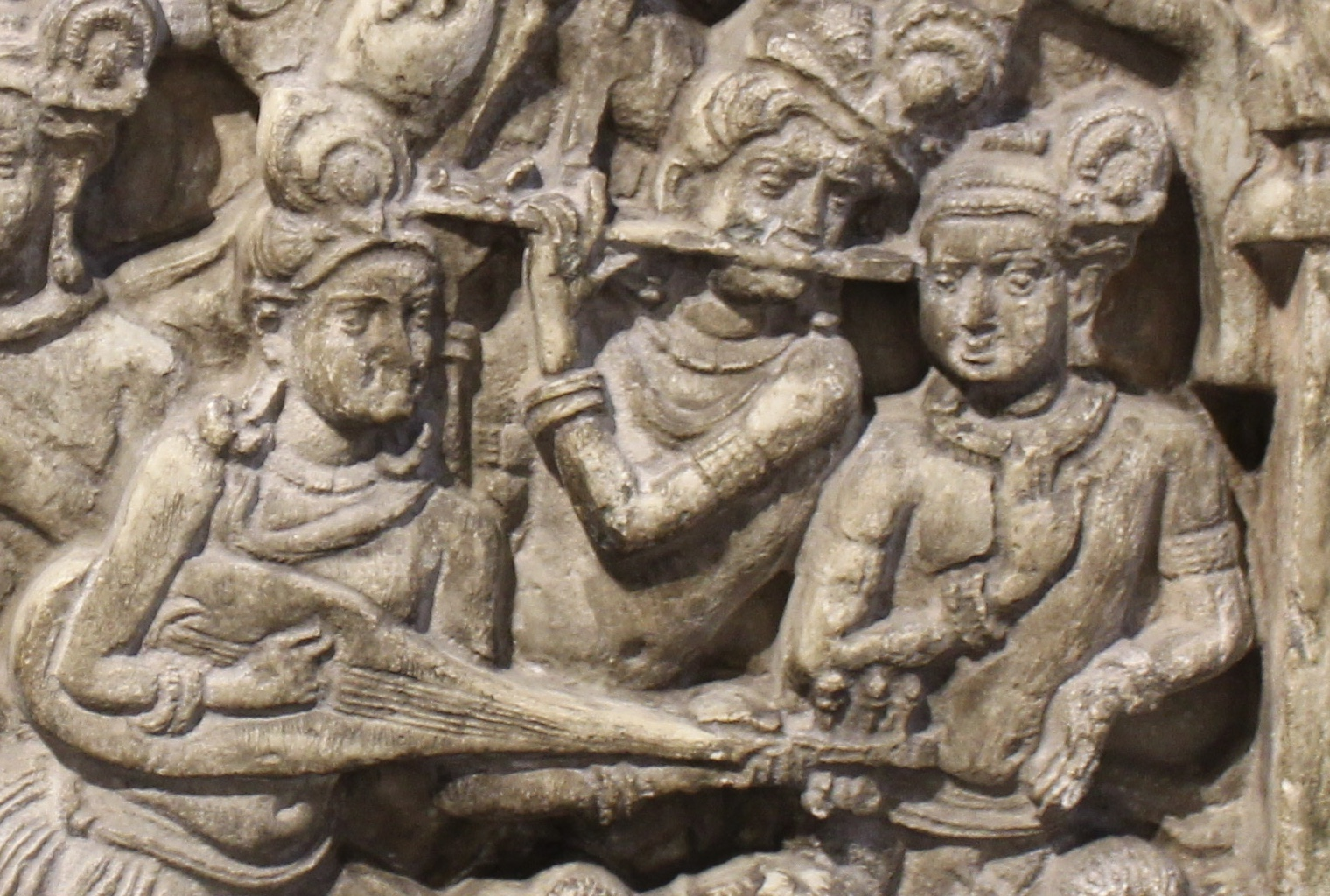
یک گروه موسیقی با فلوت و وینای هند باستان، از امراوتی

در بوداگرایی، نغمه‌خوانی یک عمل عبادی سنتی همچنین وسیله‌ای برای آماده‌سازی و تقویت ذهن برای مدیتیشن سکوتی است. این بخشی رایج از تمرینات گروهی رسمی (در هر زمینه رهبانیت یا لاعیی) است. برخی از اشکال بوداگرایی همچنین از نغمه‌خوانی برای اهداف آیینی، بلاگردان یا دیگر مقاصد جادوی استفاده می‌کنند.
در مهایانه، اهدای موسیقی بخشی از سنتی است که در مراسم‌های عبادی به بوداها تقدیم می‌شود (دیگر اهدای‌ها شامل آب، گل‌ها و نور است). اهدای موسیقی بدین ترتیب به‌عنوان وسیله‌ای برای کسب کامیابی در نظر گرفته می‌شود. ایده موسیقی به‌عنوان یک هدیه برای بوداها در بسیاری از سوتراهای مهایانه یافت می‌شود. سازهای رایج شامل وینا، طبل‌ها و فلوتها (وِنو) هستند.
علاوه بر این، در برخی منابع مهایانه، موسیقی بودایی به‌عنوان یک وسیله مهارتی (اوپایا) در نظر گرفته می‌شود، که راهی برای هدایت افراد به مسیر بوداگرایی و آموزش آموزه‌های بودا است. برخی سوتراهای مهایانه همچنین سرزمین‌های پاک را پر از موسیقی الهی توصیف می‌کنند.

## در متون اولیه بودایی
بعضی از بخش‌های متون بودایی اولیه به انتقاد از اجرای موسیقی توسط گوتاما بودا پرداخته‌اند. اصلی‌ترین انتقاد این است که موسیقی به تمایلات حسی و وابستگی‌ها می‌انجامد و در نتیجه پنج بازدارنده برای تمرکز مدیتیشن (سامادی) و آرامش ذهنی به‌شمار می‌رود. با این حال، در برخی دیگر از بخش‌ها، بودا موسیقی و سرود را ستایش کرده است.
علاوه بر منابع متنی، در بسیاری از مکان‌های بودایی باستانی هند مانند سانچی و امراوتی و همچنین در سایت‌های گنداره و بودیسم گنداره، مانند چاخیل-ای-گوندی استوپا، تصاویری از موسیقی‌دان‌ها و سازها یافت می‌شود.

#### ضد موسیقی
در گیتاسارا سوتا (آنگوتارا نیکایا ۵٫۲۰۹)، گوتاما بودا به بهکشو هشدار می‌دهد که دارما را به شیوه‌ای موسیقایی بازخوانی نکند:
راهبان، پنج خطر در قرائت دارما با لحن موسیقایی وجود دارد. چه پنج تا؟ فرد به صدای آن وابسته می‌شود، دیگران به صدای آن وابسته می‌شوند، خانه‌داران آزار می‌بینند و می‌گویند: «همان‌طور که ما می‌خوانیم، این پسران ساکیان می‌خوانند»، تمرکز کسانی که صدای آن را نمی‌پسندند از بین می‌رود و نسل‌های بعدی آن را تقلید می‌کنند. این‌ها، راهبان، پنج خطر قرائت دارما با لحن موسیقایی است.
همچنین، در سوتای سیگالووادا، که به لایتی یا افراد غیررهبانی خطاب شده است، موسیقی به عنوان تمایل حسی منفی معرفی می‌شود:
این شش عیب وجود دارد که به جشن‌ها می‌روید. همیشه فکر می‌کنید: "رقص کجاست؟ آواز کجاست؟ موسیقی کجاست؟ داستان‌ها کجا هستند؟ تشویق‌ها کجا هستند؟ طبل‌ها کجا هستند؟"
 منابع اولیه بودایی شامل عمل «اُپوساته» است که در آن افراد غیررهبانی به رعایت هشت پیش‌فرض می‌پردازند. هفتمین پیش‌فرض این است که باید از سرگرمی‌ها، نمایش‌ها و موسیقی‌های دنیوی خودداری کرد. اوپوساتا سوتا از بودایی‌ها می‌خواهد که بیندیشند چگونه شاگردان نیکو «خواندن و رقصیدن، نواختن سازها و تماشای سرگرمی‌ها را رها کرده‌اند، که موانعی برای آنچه نیکو است، می‌باشند.»
وینایاهای بودایی (کدهای رهبانی) به‌طور کلی استفاده از آواز موسیقایی و سرود خواندن برای قرائت متون بودایی را رد می‌کنند، چرا که این کار به عنوان یک حواس‌پرتی حسی شناخته می‌شود. این‌ها از راهبان و راهبه‌ها می‌خواهند که از گوش دادن به موسیقی یا اجرا کردن آن خودداری کنند چون به لذت‌های حسی مربوط است.

#### بخش‌های مثبت

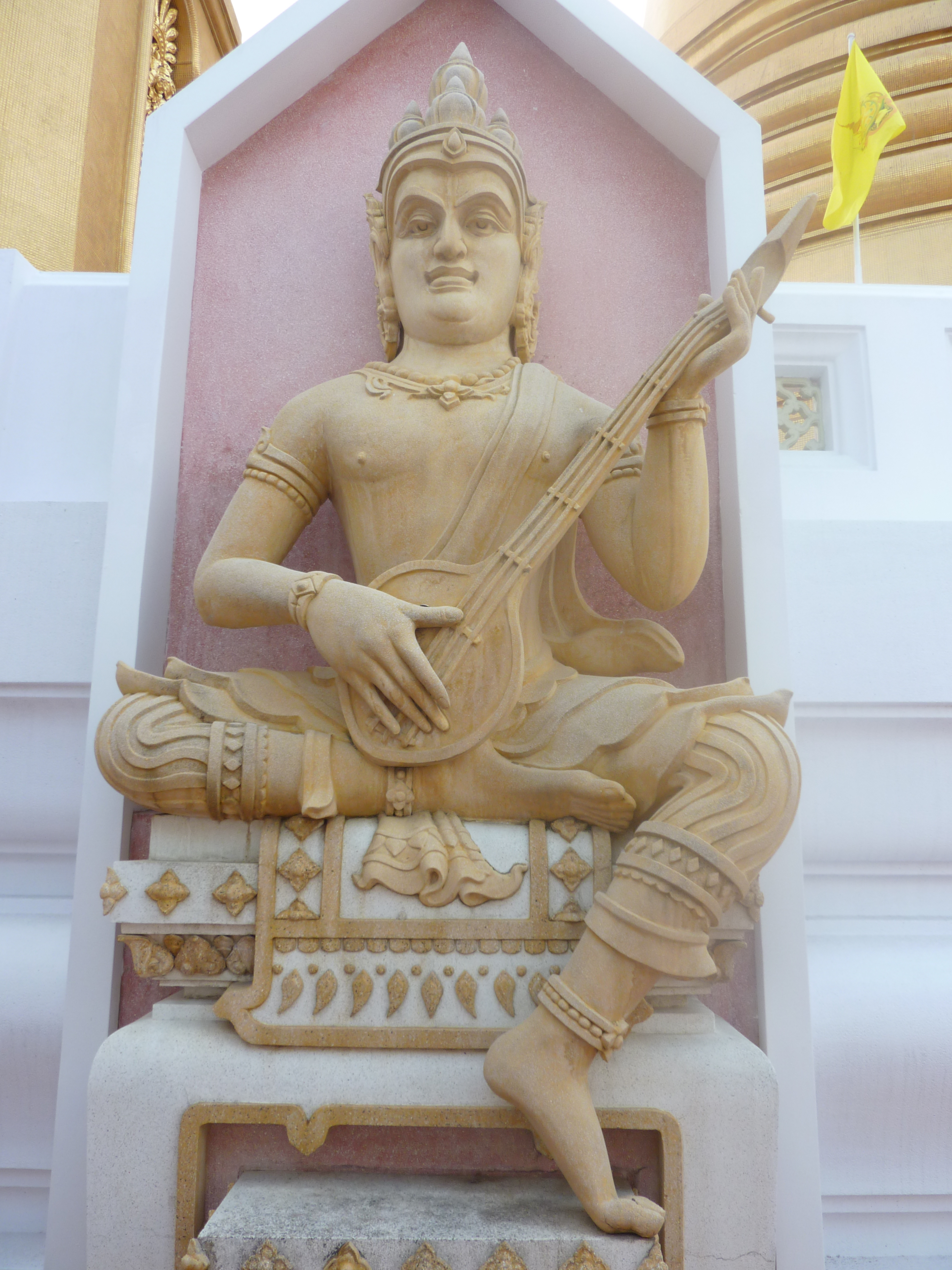
مجسمه‌ای تایلندی از داتاراثا (Dhṛtarāṣṭra)، رهبر گاندارواهای موسیقایی و یکی از چهار پادشاه آسمانی (Caturmahārāja)، که از خدایان نگهبان مهم در بودیسم هستند

بعضی از بخش‌های متون اولیه بودایی به موسیقی با نگرش مثبت‌تری پرداخته‌اند. در سوتا شماره ۲۱ از دیگا نیکایا (پرسش‌های ساکا) و نسخه چینی آن در DA 14، بخشی وجود دارد که در آن گانداروا (موسیقی‌دان آسمانی) به نام پنجاشیکا برخی از اشعار را برای بودا می‌خواند و او آن را تأیید می‌کند. در نسخه متون مفصل آگاما، بودا به گوش دادن به پنجاشیکا می‌پردازد و او را ستایش می‌کند و می‌گوید:
خوب است، پنجاشیکا، خوب است! تو توانسته‌ای با صدای صاف و لوت زیبا خود، تاتاغاتا را ستایش کنی. صدای لوت و صدای تو نه کوتاه است و نه بلند. مهربانی و ظرافت آن، دل‌های مردم را تحت تأثیر قرار می‌دهد. ترانه تو پر از معانی زیادی است و پیوندهای تمایل، زندگی دینی، پارسا و نیروانا را توضیح می‌دهد!

## انواع موسیقی بودایی
بیشتر اشکال موسیقی بودایی شامل موسیقی آوازی و آواز دینی است که اغلب با ابزارهای موسیقی همراه می‌شود. آواز دینی بودایی نوعی شعر موسیقایی یا قرائت است که به‌طور خاص مشابه با موسیقی دینی و سرود روحانیهای ادیان دیگر می‌باشد.
موسیقی بودایی شامل انواع مختلفی از خواندن، آوازخوانی و موسیقی در هر سه مکتب عمده بودیسم: ترواده، بودیسم آسیای شرقی، و وجره‌یانه هیمالیا است.
مبنای بیشتر آوازهای ترواده متن‌های دینی پالی هستند، هرچند که برخی از سنت‌ها از آثار جدیدتر استفاده می‌کنند. سنت‌های مهایانه و وجره‌یانه از منابع گسترده‌تری مانند سوتراهای ماهایانه، سوتراهای بودایی تانترایی و دیگر منابع استفاده می‌کنند.

### بودیسم آسیای شرقی
موسیقی بودایی آسیای شرقی به نام فَن‌بای در زبان چینی شناخته می‌شود و شامل ژانرهای مختلفی است. نظریه موسیقی چین باستان بر این باور بود که موسیقی خوب هماهنگی را به جهان می‌آورد و تفکرات کنفسیوس‌گرایی بر این تأکید داشت که موسیقی برای رشد فردی مفید است. در بوداگرایی چینی، این دیدگاه‌های مثبت نسبت به موسیقی با دیدگاه‌های موسیقی مهایانه‌ای به عنوان یک قربانی شایسته و وسیله‌ای ماهرانه برای تمرین روحانی ترکیب شده‌اند.
طبق گفته تران وان که، موسیقی بودایی آسیای شرقی عمدتاً موسیقی آوازی آیینی است، که بیشتر شامل خواندن داهارانی‌های سنتی و سوتراهایی مانند سوره دل, سوره نیلوفر یا سوتراهای آمیتابه می‌شود. با این حال، موسیقی سازی گاهی در مراسم خاص مانند عزاداری‌ها شنیده می‌شود. آیین‌هایی که در آن‌ها موسیقی بودایی ممکن است شنیده شود شامل مراسم توبه و آیین‌هایی مانند آیین رهایی آب و زمین است.
ابزارهایی که در موسیقی بودایی آسیای شرقی یافت می‌شوند عبارتند از: بیوا، ابوا (کن), فلوت عرضی (سائو), ساز دهان، طبل‌های آیینی (مانند تایکو یا ترونگ نیاک ویتنامی), گونگ‌ها، زنگ‌ها، آرخو، یانگچین، چنگ‌لوت ویتنامی، و تایپ‌یونگ‌سو (کره‌ای).

### موسیقی بودایی چینی

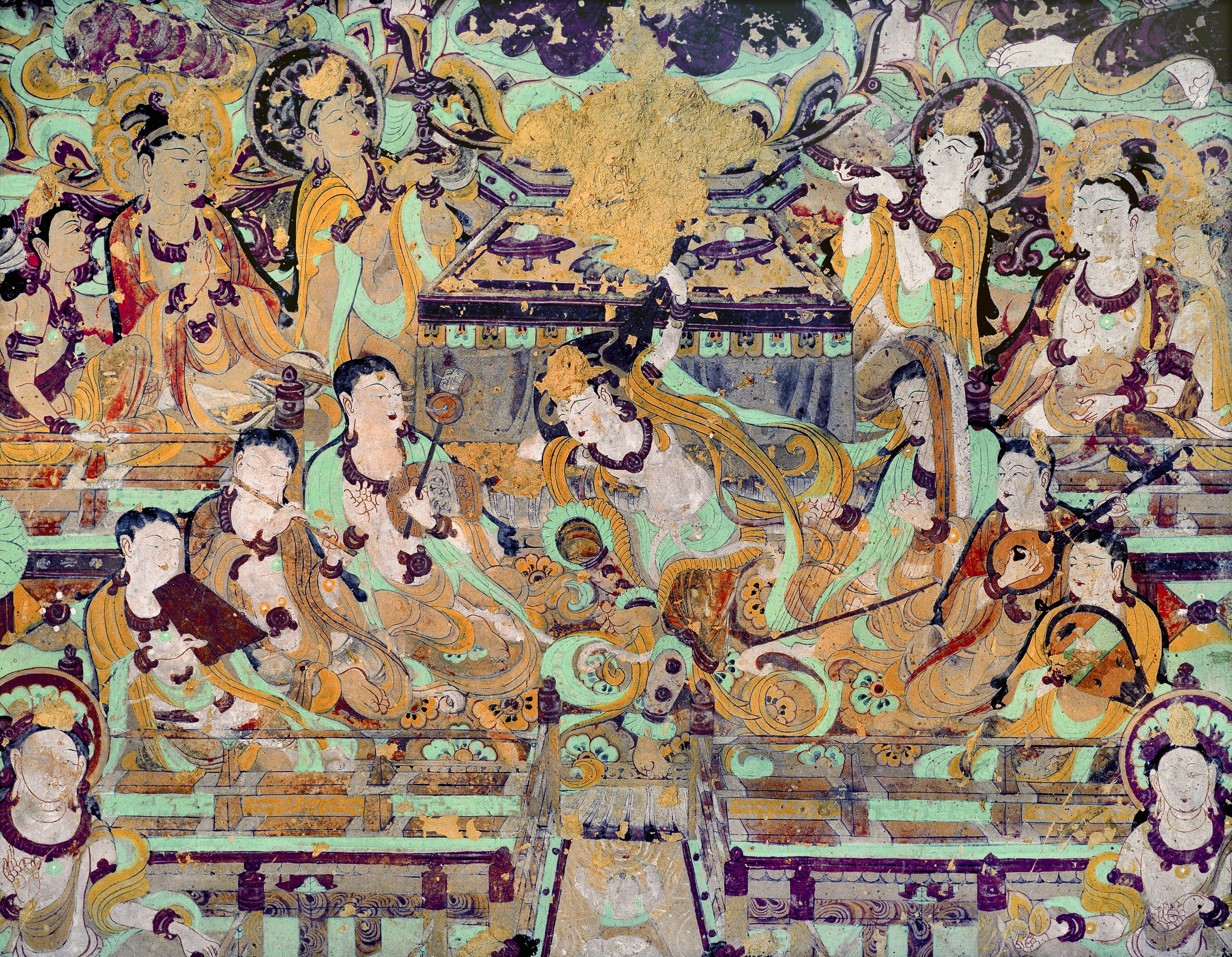
نقاشی از یک اجرای موسیقی بودایی غار موگای (غار ۱۱۲)، حدوداً در دوران میانه سلسله تانگ

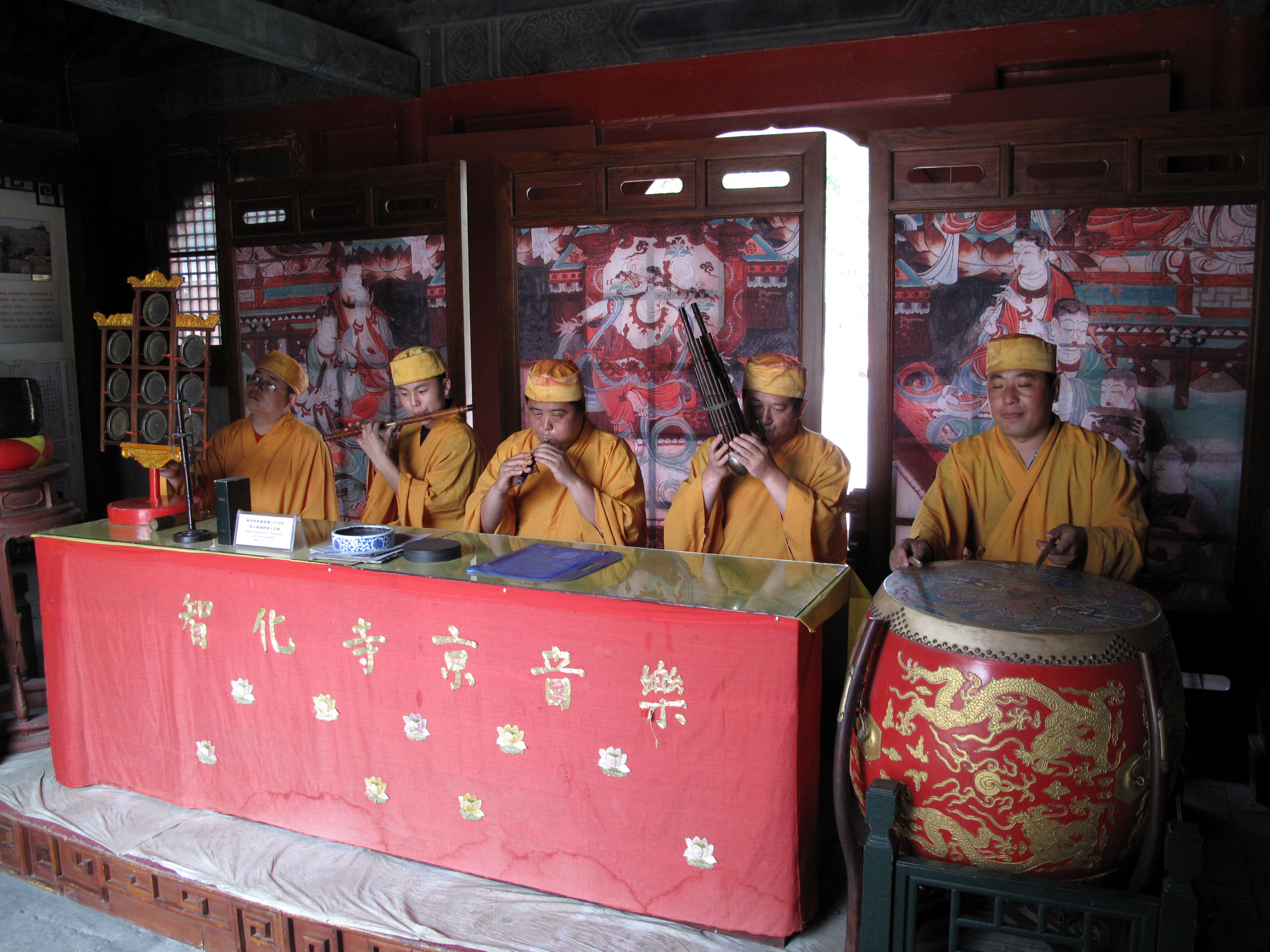
یک گروه موسیقی بودایی چینی از معبد ژیهوا

اولین موسیقی بودایی چینی در دوران سه پادشاهی ظاهر شد و شامل قرائت سوترا (ژواندو) و آوازهای بودایی (fanbai) بود که از داستان‌های بودایی برگرفته از متون دینی تشکیل شده و با موسیقی چینی همراه بود. اولین شخصیت شناخته شده‌ای که موسیقی بودایی را در چین ترویج کرد، مترجم Zhi Qian بود که آوازهای ساکرا همراه با موسیقی چین (Dishi yuerenban zheqin gebai) را جمع‌آوری کرد. بیشتر این موسیقی‌های اولیه بودایی، آوازهای رسمی بودند و هیچ همراهی سازی نداشتند.
موسیقی بودایی توسط امپراتور وو لیانگ توسعه یافت و ترویج شد، که خود قطعاتی از موسیقی بودایی را ساخته، این ژانر را به دربار خود معرفی کرد و گردهمایی‌های بزرگ دهرما که شامل موسیقی و آواز بود را ترویج داد. در دوران شش سلسله، موسیقی بودایی شکوفا شد. داستان معبد لوویانگ معبد جینگلی را به این صورت توصیف می‌کند: «حتی در شش صومعه، موسیقی‌دانان زن مستقر بودند. آواز آنها در سراسر طاق‌ها طنین انداخت. آستین‌های رقاص‌ها به آرامی تکان می‌خورد. موسیقی زیترها و فلوت‌ها با صدای بلند و واضح طنین‌انداز بود، شنوندگان را مجذوب خود می‌کرد. هنگامی که هزار تصویر بودا از معبد به خیابان‌ها برده می‌شد، ابرهای بخور مانند مه غلیظ آویزان بودند، موسیقی مقدس آسمان و زمین را لرزاند، نوازندگان رقصیدند و جشن آغاز شد.»
موسیقی بودایی در معابد چینی در دوران دودمان سوئی و دودمان تانگ به محبوبیت بیشتری رسید و تأثیر زیادی بر فرهنگ چینی گذاشت. این شکوفایی موسیقی بودایی به توسعه ژانرهای جدیدی مانند داستان‌سرایی شوآچانگ و داستان‌سرایی بینه‌ون انجامید.
سه فرم اصلی موسیقی بودایی در دوران تانگ شامل: سرودهایی که در معابد برای مراسم‌های آیینی خوانده می‌شد، موسیقی تبلیغ دینی که در سخنرانی‌های عمومی به مردم (سوچیانگ) استفاده می‌شد و آوازهای محبوب بودایی (فوک‌چو) که در جشن‌ها و فعالیت‌های معبد به کار می‌رفت، بود.
شکل‌های رایج موسیقی بودایی تحت تأثیر موسیقی آسیای مرکزی از مناطق غربی قرار داشت و همچنین از سنت‌های موسیقی محلی و مردمی چینی نیز استفاده می‌کرد. موسیقی بودایی نقش مهمی در تلاش‌های تبلیغی بودایی چین برای تبلیغ به مردم داشت. سخنرانی‌های عمومی (سوچیانگ) از فرهنگ و داستان‌های محلی و موسیقی استفاده می‌کرد و این ژانر در بین مردم بسیار محبوب شد. به زودی مکان‌های ویژه‌ای به نام بیانچانگ توسعه یافت و گروه‌هایی از نوازندگان (یین‌شنگ) که به موسیقی بودایی مردمی تخصص داشتند شکل گرفت. معابد اغلب گروه‌های موسیقی خاص خود را داشتند و حتی دربار امپراتوری گروه‌های موسیقی بودایی خود را داشت. این نوازندگان درباری در یک مراسم بسیار بزرگ در مراسم عزاداری شوان‌زانگ شرکت کردند.
آوازهای محبوب بودایی تانگ (فوک‌چو) که برای عبادت و جشن‌های بزرگ استفاده می‌شدند در منابع مختلفی از جمله ثبت تاریخ جیه‌گو, تنگ هویی‌یائو و یوه‌شو چنگ یانگ ثبت شده‌اند و شامل عنوان‌هایی مانند فوک‌چو میتره‌یا (Mile Foqu), فوک‌چو سواریاپربها (Riguang Foqu) و فوک‌چو تاتاگاتا (Rulai Foqu) می‌شوند. این آهنگ‌ها تا دوران دودمان سونگ همچنان تأثیرگذار بودند.

موسیقی و آوازهای بودایی همچنان بخش مهمی از عمل بوداگرایی چینی معاصر هستند. راهب بودایی آمریکایی هنگ شور در مورد عمل معاصر آوازخوانی در معابد بودایی چینی این‌طور بیان می‌کند:
معبدهای بودایی محیط‌های موسیقایی هستند. این راهبان و راهبه‌های جدید در سنت مهایانه در آن روز و هر روز، حداقل دو و نیم ساعت در سالن بودا به آوازخوانی می‌پردازند و در تعطیلات یا جلسات، مراسم‌ها می‌تواند تا دوازده ساعت و گاهی تا بیست و یک روز طول بکشد. آوازخوانی‌های مذهبی منظم از ساعت ۴:۰۰ صبح شروع می‌شود با نیم ساعت مناجات و داهارانی‌ها، سپس شامل خواندن سوتراها، ستایش‌ها، نام‌های بودا، اذکار، توبه، تقدیرها، برکات و آیات حفاظت است. لحن‌ها و حالت‌های موسیقی در برخی موارد ۱۴۰۰ ساله هستند. این موسیقی‌ها درمانی است و وقتی با قلبی صادقانه خوانده شوند، توانایی دارند که ذهن را به وضوح و سکوت متمرکز کنند. 

### موسیقی بودایی کره‌ای
آوازخوانی موسیقی بودایی کره‌ای به نام پومپه (Beompae) شناخته می‌شود. دو سبک اصلی آن چیسوری (سبک بزرگ و پیچیده) و هوسوری (سبک ساده) هستند. متن خوانده شده ممکن است به زبان چینی، سانسکریت یا کره‌ای باشد، بسته به سبک.
آوازخوانی موسیقی کره‌ای که با رقص همراه است به نام چاک‌پاپ شناخته می‌شود. این نوع سه نوع دارد: نابی‌چم (رقص پروانه‌ها), پاراچم (رقص سنج‌ها) و پاپ‌گوچم (رقص طبل آیینی).
علاوه بر این، برخی اشکال موسیقی سازی تحت تأثیر بودیسم قرار دارند، از جمله یئونگسان هوسانگ معروف.

### سنت‌های ژاپنی

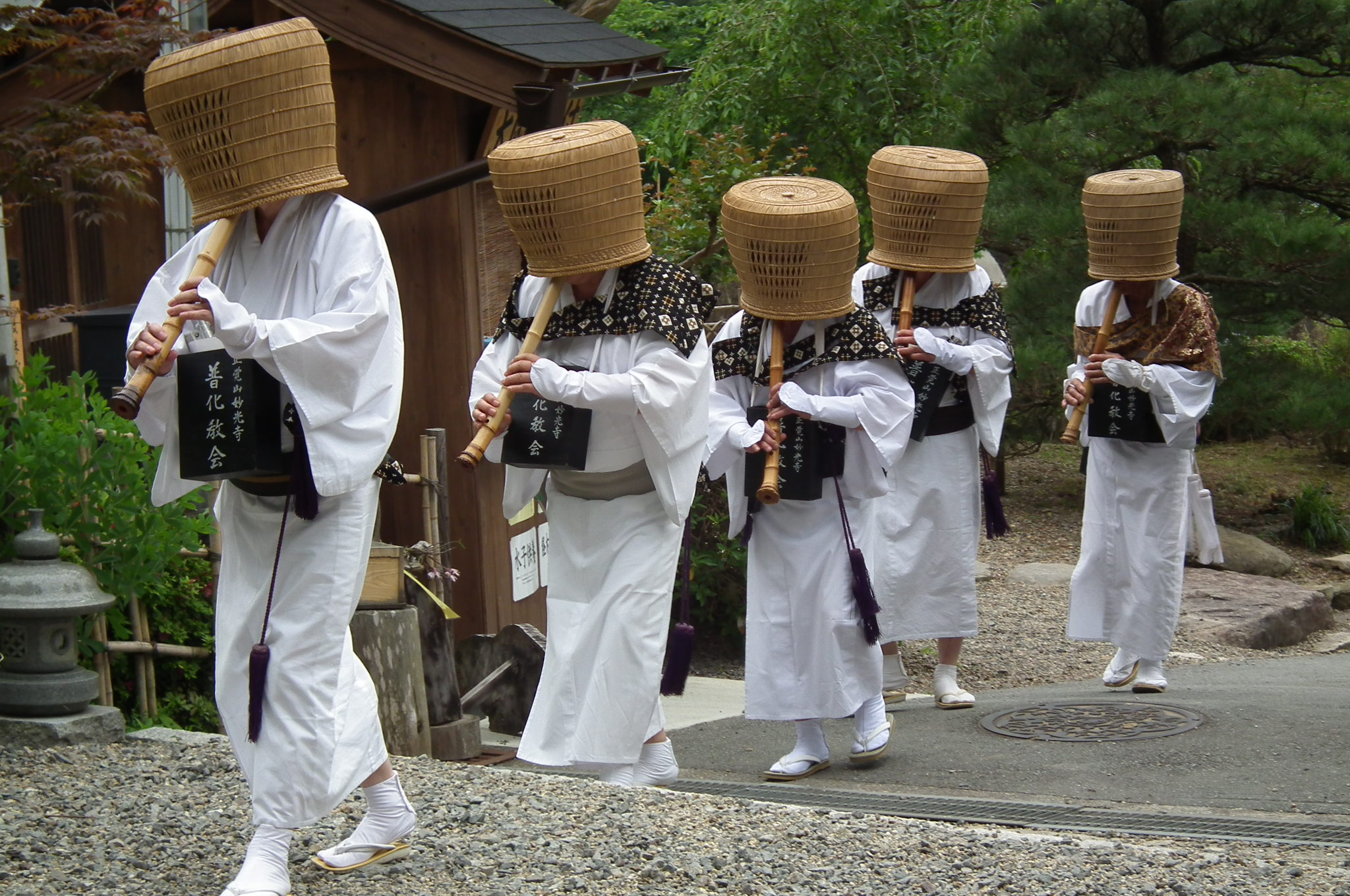
راهب‌های کموسو که به خاطر تمرینات کموسو ("دمیدن ذن") و قطعات کموسو (本曲) خود شناخته می‌شوند، که از موسیقی شاکوهاچی استفاده می‌کنند

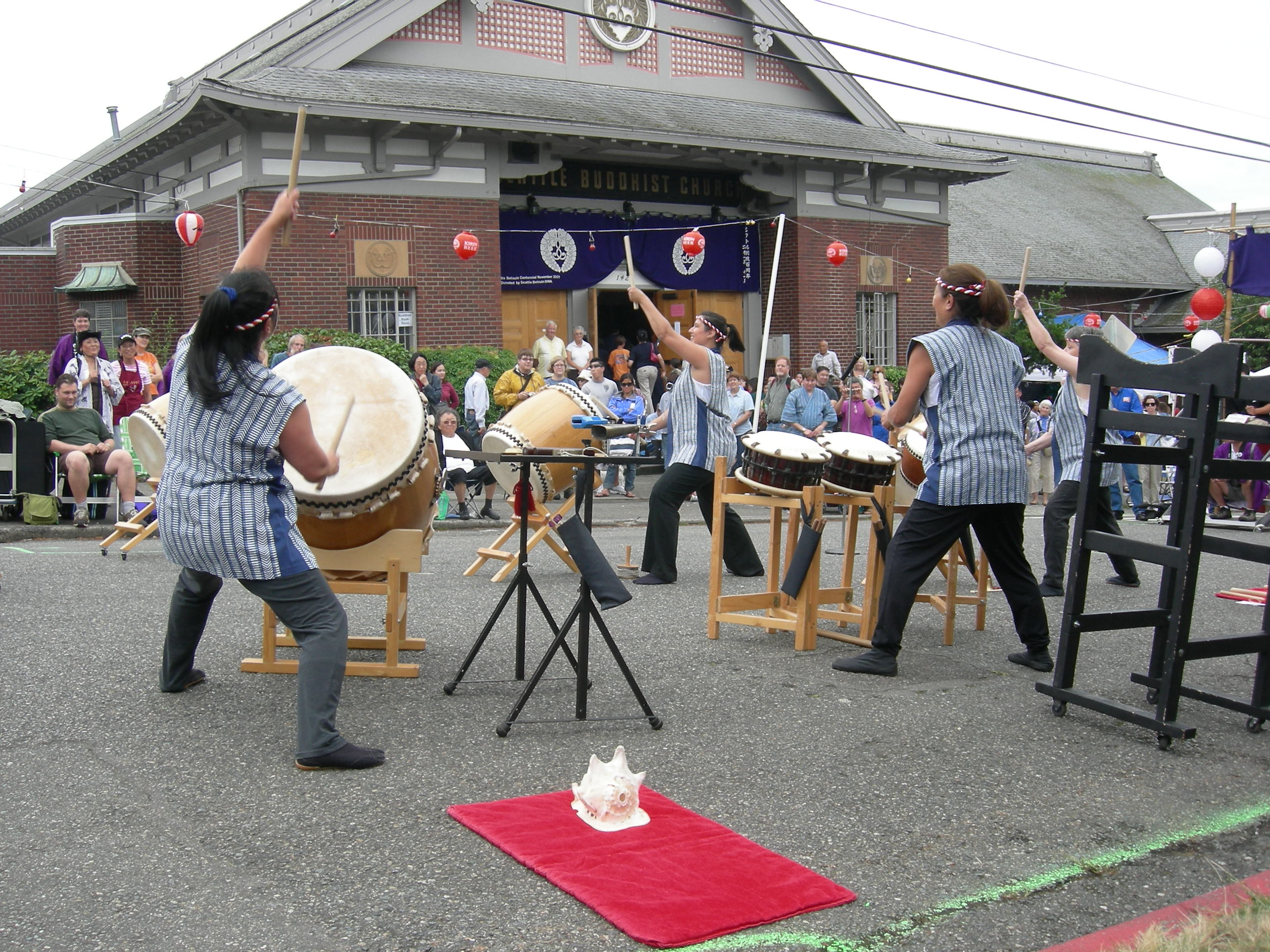
طبل‌زنان در جشن اوبون در کلیسای بودایی سیاتل، سیاتل، واشینگتن.

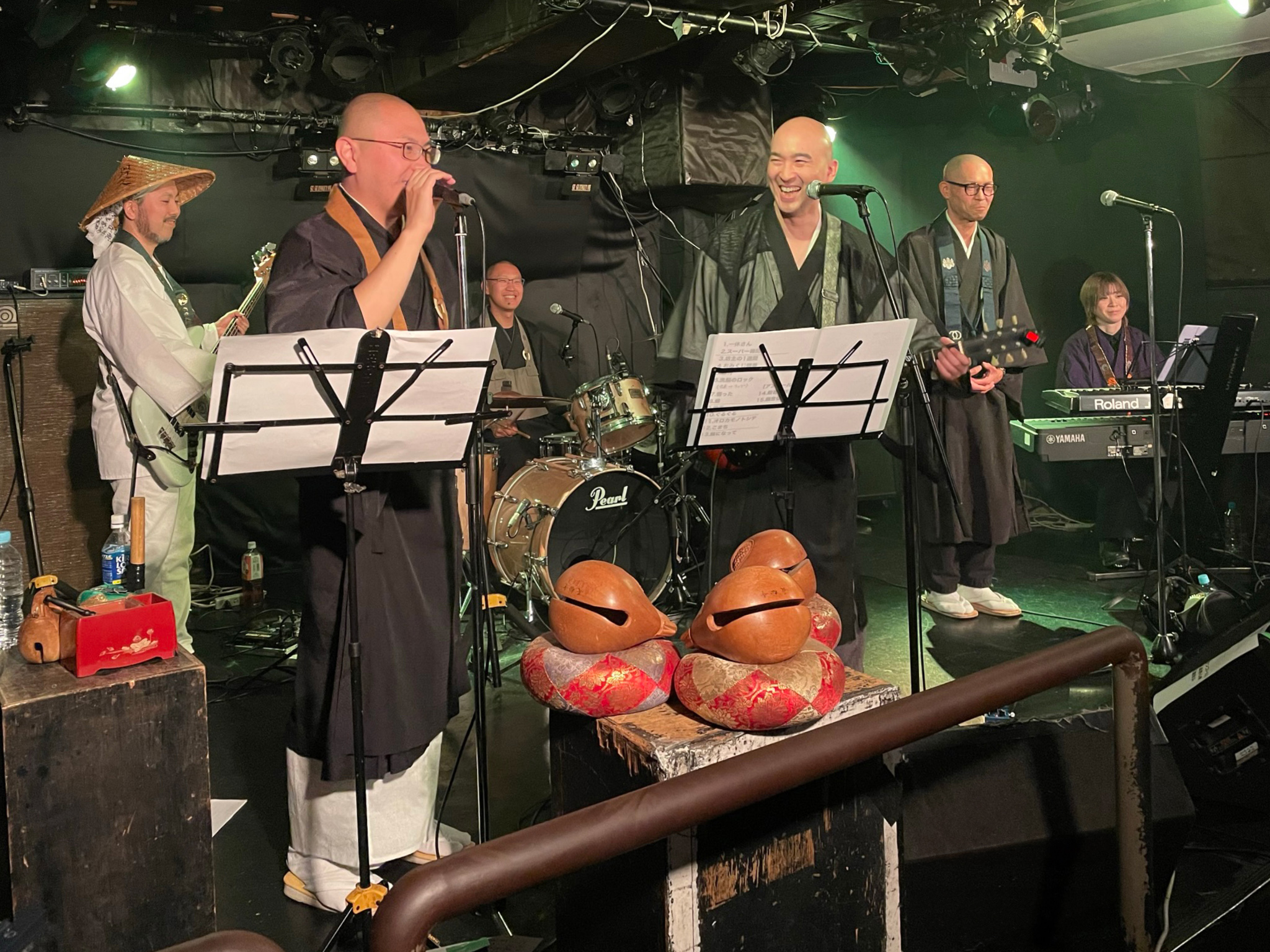
گروه موسیقی مدرن ژاپنی Vowz Band که سازهای راک را با آواهای بودایی ترکیب کرده‌اند

بوداگرایی ژاپنی شامل سنت‌های مختلفی از خواندن، تلاوت سوترا (dokyō) و موسیقی بودایی است. عنصر آواز معمولاً مهم‌ترین بخش موسیقی بودایی ژاپنی است. تلاوت نام‌های بودا (به‌ویژه نیانفو) و سوتراهای خاص (مانند بخش‌هایی از سوره نیلوفر) یک عمل مرکزی در سنت‌های مختلف بوداگرایی ژاپنی است. این معمولاً با طبل‌زنی، زنگ ایستاده یا دیگر سازها همراه می‌شود. هر مکتب از بوداگرایی ژاپنی سبک خاصی از تلاوت و استفاده از سازهای موسیقی دارد که در مراسم مختلف و مراسم سالانه مورد استفاده قرار می‌گیرند.
یکی از سنت‌های مهم موسیقی گروهی بودایی ژاپنی شومیو (声明، به معنای "صدا روشن") است که از قرن دوازدهم آغاز شده است. این سبک موسیقی منوفونیک است که توسط راهبان بودایی اجرا می‌شود و به‌ویژه در مکاتب تندای، او باکو، و شینگون اهمیت دارد. شومیو تحت تأثیر تلاوت‌های بودایی چینی قرار گرفته که در قرن هشتم به ژاپن معرفی شد. شومیو بیشتر به صورت آواز تحریر شده و بدون همراهی ساز است، اگرچه در برخی مواقع ممکن است از سازهای ضربی (طبل، دست‌زنگ، زنگ، گوه یا سنج) استفاده شود. یکی از اولین اجراهای شومیو در سال ۷۵۲ بود، زمانی که صدها راهب در تودای‌جی سرودهایی مانند ستایش تاتاگاتا (Nyoraibai)، گل‌های افتاده (Sange)، صدای سانسکریت (Bonnon)، و چوب صدادهنده (Shakujo) را اجرا کردند. یک مجموعه کلاسیک مهم از آواهای شومیو Gyosan Shomyo Rok hanjo است که توسط کِکان (شاگرد ریونین) در ۱۱۷۳ گردآوری شده است. این مجموعه شامل آواهای سانسکریت، چینی و ژاپنی است و همچنان منبع اصلی برای آواهای مکتب تندای است.
یک سنت نادر از شومیو توسط یک راهب تنها و با همراهی بیوا (لوت کوتاه‌گرد ژاپنی) اجرا می‌شود. دو سبک اصلی از شومیو وجود دارد: ریوکیوکو و ریکیوکو، که به ترتیب به‌عنوان سخت و آسان برای به خاطر سپردن توصیف می‌شوند.
ژانر دیگری از موسیقی بودایی ژاپنی کوشیکی (講式) است که نوعی موسیقی روایت‌گونه آیینی است که از مکتب تندای سرچشمه گرفته و به سایر سنت‌های بودایی مانند ذن گسترش یافته است. در نهایت تمامی مدارس بوداگرایی ژاپنی مجموعه‌ای از آواهای کوشیکی دارند. شعرخوانی شِگین (詩吟) نیز یکی دیگر از اشکال موسیقی بودایی است که در ژاپن پیدا می‌شود. دیگر اشکال شامل هیوبیاکو (اعلام نیت)، سایمون (اعلام تقدیم)، و واسان (سرودهای ژاپنی) هستند.
دوره میجی (۱۸۶۸–۱۹۱۲) شاهد نوآوری‌های زیادی در موسیقی بودایی ژاپنی بود. بودایی‌های ژاپنی بسیاری از موسیقی‌های خود را مدرن کردند و اغلب از سبک‌های فرهنگ اروپا الهام گرفتند. با این حال، سبک‌های سنتی مانند شومیو همچنان حفظ شدند و هنوز در معابد بودایی ژاپنی شنیده می‌شوند. در دهه ۲۰۰۰، روحانیون ژاپنی شروع به تطبیق متون سنتی بودایی با ژانرهای موسیقی مدرن مانند راک و پاپ کردند. فناوری‌های مدرن مانند وکالید، ربات، و کیبوردها نیز برای ترویج تلاوت‌های بودایی استفاده شده و بسیاری از این قطعات موسیقی جدید از طریق اینترنت گسترش یافته‌اند.

#### هونکیوکو
کموسو (本曲) قطعاتی از موسیقی شاکوهاچی یا هوتچیکو هستند که اصلاً توسط راهبان زائر ژاپنی به نام کموسو اجرا می‌شدند. معابد کموسو در سال ۱۸۷۱ منحل شدند، اما موسیقی هونکیوکو آن‌ها همچنان در ژاپن مدرن محبوب است. کموسوها هونکیوکو را به عنوان یک تمرین معنوی و برای گرفتن صدقه از قرن سیزدهم اجرا می‌کردند. در قرن هجدهم، یک کموسو به نام شوجو کارهای مشابه را با شاکوهاچی انجام می‌داد و صدای صدای شاکوهاچی در ژاپن این روزها تقریباً به‌طور خاص به این سنت موسیقی منسوب است.